# Coupe de la confédération 2007
Navigation
Édition précédente Édition suivante
La Coupe de la confédération 2007 est la quatrième édition de la Coupe de la confédération. Les meilleures équipes non qualifiées pour la Ligue des champions de la CAF et les vainqueurs des coupes nationales participent à cette compétition.
Cette édition voit le sacre du CS sfaxien de Tunisie qui bat les Soudanais d'Al Merreikh Omdurman en finale. Contrairement aux trois éditions précédentes, les finalistes ne sont pas des équipes repêchées de la Ligue des champions. C'est le premier succès en Coupe de la confédération pour le club, qui a déjà remporté la Coupe de la CAF en 1998.

## Primes monétaires
| Classement | Prime au Club | Prime à la Fédération Nationale |
| ---------- | ------------- | ------------------------------- |
| Champion   | 300 000 $     | 30 000 $                        |
| Finaliste  | 200 000 $     | 20 000 $                        |
| 2e Place   | 150 000 $     | -                               |
| 3e Place   | 125 000 $     | -                               |
| 4e Place   | 100 000 $     | -                               |

## Tour préliminaire
| Équipe 1               | Résultat      | Équipe 2                  | Aller | Retour |
| ---------------------- | ------------- | ------------------------- | ----- | ------ |
| Prince Louis FC        | 0 - 3         | ATRACO FC                 | 0 - 0 | 0 - 3  |
| Notwane FC             | 1 - 2         | Defence Force SC          | 1 - 1 | 0 - 1  |
| AS Togo-Port           | 1 - 3         | EGS Gafsa                 | 1 - 1 | 0 - 2  |
| Ports Authority        | 3 - 0         | AS Bamako                 | 2 - 0 | 1 - 0  |
| ASAC Concorde          | 1 - 3         | ASO Chlef                 | 0 - 1 | 1 - 2  |
| Al Ahly Tripoli        | 2 - 2e        | AS CotonTchad             | 2 - 1 | 0 - 1  |
| Delta Téléstar FC      | 1 - 2         | OC Bukavu Dawa            | 1 - 0 | 0 - 2  |
| Sport Bissau e Benfica | 1 - 3         | Satellite FC              | 1 - 3 | -      |
| Curepipe Starlight     | 1 - 4         | Ajesaia                   | 1 - 0 | 0 - 4  |
| Saint-Michel United    | 2 - 2e        | Saint-Pauloise FC         | 2 - 1 | 0 - 1  |
| San Pedro Claver       | 1 - 7         | Sport Luanda e Benfica    | 1 - 5 | 0 - 2  |
| JS Talangai            | 0 - 3         | Les Astres FC             | 0 - 2 | 0 - 1  |
| Sahel SC               | 3 - 3e        | EF Ouagadougou            | 2 - 2 | 1 - 1  |
| Mundu FC               | 1 - 6         | Mwana Africa FC           | 0 - 3 | 1 - 3  |
| Hawks FC               | 1e - 1        | Denguelé Sports d'Odienné | 0 - 0 | 1 - 1  |
| NPA Anchors            | 2 - 4         | US Gorée                  | 2 - 3 | 0 - 1  |
| Têxtil do Punguè       | 2 - 2 4-2 tab | Simba SC                  | 1 - 1 | 1 - 1  |
| Dragons de l'Ouémé     | 0 - 3         | Kwara United              | 0 - 1 | 0 - 2  |

## Premier tour
| Équipe 1               | Résultat      | Équipe 2             | Aller | Retour |
| ---------------------- | ------------- | -------------------- | ----- | ------ |
| Defence Force SC       | 1 - 2         | ATRACO FC            | 1 - 0 | 0 - 2  |
| Ports Authority        | 4 - 6         | EGS Gafsa            | 3 - 2 | 1 - 4  |
| ASO Chlef              | 1 - 0         | ENPPI Club           | 0 - 0 | 1 - 0  |
| AS CotonTchad          | 2 - 5         | Al Merreikh Omdurman | 2 - 0 | 0 - 5  |
| OC Bukavu Dawa         | 0 - 7         | Issia Wazi           | 0 - 2 | 0 - 5  |
| Satellite FC           | 1 - 7         | CS sfaxien           | 1 - 3 | 0 - 4  |
| Ajesaia                | 3 - 8         | Ismaily SC           | 2 - 2 | 1 - 6  |
| Saint-Pauloise FC      | 0 - 2         | Green Buffaloes FC   | 0 - 0 | 0 - 2  |
| Sport Luanda e Benfica | 4 - 1         | DC Motema Pembe      | 4 - 1 | 0 - 0  |
| Les Astres FC          | -             | Tema Youth forfait   | -     | -      |
| EF Ouagadougou         | 1 - 1 4-3 tab | US Ouakam            | 1 - 0 | 0 - 1  |
| Mwana Africa FC        | 2 - 0         | Inter Luanda         | 2 - 0 | 0 - 0  |
| Hawks FC               | 0 - 1         | Dolphin FC           | 0 - 0 | 0 - 1  |
| US Gorée               | 2 - 3         | HUS Agadir           | 0 - 0 | 2 - 3  |
| Têxtil do Punguè       | 0 - 6         | Union Douala         | 0 - 3 | 0 - 3  |
| Kwara United           | 3 - 3 4-3 tab | MC Alger             | 3 - 0 | 0 - 3  |

## Huitièmes de finale
| Équipe 1                     | Résultat      | Équipe 2             | Aller | Retour |
| ---------------------------- | ------------- | -------------------- | ----- | ------ |
| Dolphin FC                   | 1 - 1 5-3 tab | HUS Agadir           | 1 - 0 | 0 - 1  |
| ATRACO FC                    | 3 - 3e        | EGS Gafsa            | 2 - 2 | 1 - 1  |
| ASO Chlef                    | 1 - 3         | Al Merreikh Omdurman | 1 - 0 | 0 - 3  |
| Issia Wazi                   | 1 - 2         | CS sfaxien           | 1 - 0 | 0 - 2  |
| Ismaily SC                   | 3 - 2         | Green Buffaloes FC   | 2 - 1 | 1 - 1  |
| exclu Sport Luanda e Benfica | -             | Les Astres FC        | 3 - 0 | 1 - 1  |
| EF Ouagadougou               | 2 - 3         | Mwana Africa FC      | 2 - 0 | 0 - 3  |
| Union Douala                 | 3 - 4         | Kwara United         | 1 - 1 | 2 - 3  |

## Tour intermédiaire
Les huit équipes qualifiées rencontrent les huit repêchés de la Ligue des champions (qui sont indiqués en italique). 
| Équipe 1           | Résultat | Équipe 2             | Aller | Retour |
| ------------------ | -------- | -------------------- | ----- | ------ |
| Mamelodi Sundowns  | 3 - 2    | EGS Gafsa            | 2 - 1 | 1 - 1  |
| Young Africans FC  | 0 - 2    | Al Merreikh Omdurman | 0 - 0 | 0 - 2  |
| Cotonsport Garoua  | 2 - 5    | CS sfaxien           | 2 - 1 | 0 - 4  |
| Wydad AC           | 0 - 3    | Ismaily SC           | 0 - 1 | 0 - 2  |
| Etoile du Congo    | 2 - 3    | Les Astres FC        | 2 - 1 | 0 - 2  |
| TP Mazembe         | 4 - 1    | Mwana Africa FC      | 1 - 0 | 3 - 1  |
| Maranatha FC       | 1 - 4    | Dolphin FC           | 1 - 2 | 0 - 2  |
| Nasarawa United FC | 1 - 2    | Kwara United         | 1 - 1 | 0 - 1  |

## Phase de poules
Les huit formations qualifiées sont réparties en deux poules de quatre équipes, qui se rencontrent deux fois, à domicile et à l'extérieur. Le premier de chaque groupe se qualifie pour la finale.

### Groupe A
| Rang | Équipe            | Pts | J | G | N | P | Bp | Bc | Diff |  | Résultats (▼ dom., ► ext.) | Sfa | Maz | Mam | Ast |
| ---- | ----------------- | --- | - | - | - | - | -- | -- | ---- |  | -------------------------- | --- | --- | --- | --- |
| 1    | CS sfaxien        | 13  | 6 | 4 | 1 | 1 | 13 | 4  | +9   |  | CS sfaxien                 |     | 2-0 | 4-0 | 3-0 |
| 2    | TP Mazembe        | 12  | 6 | 4 | 0 | 2 | 11 | 9  | +2   |  | TP Mazembe                 | 2-1 |     | 3-1 | 2-1 |
| 3    | Mamelodi Sundowns | 6   | 6 | 2 | 0 | 4 | 7  | 13 | -6   |  | Mamelodi Sundowns          | 1-2 | 3-2 |     | 2-1 |
| 4    | Les Astres FC     | 4   | 6 | 1 | 1 | 4 | 5  | 10 | -5   |  | Les Astres FC              | 1-1 | 1-2 | 1-0 |     |

### Groupe B
| Rang | Équipe               | Pts | J | G | N | P | Bp | Bc | Diff |  | Résultats (▼ dom., ► ext.) | Mer | Dol | Ism | Kwa |
| ---- | -------------------- | --- | - | - | - | - | -- | -- | ---- |  | -------------------------- | --- | --- | --- | --- |
| 1    | Al Merreikh Omdurman | 10  | 6 | 3 | 1 | 2 | 13 | 8  | +5   |  | Al Merreikh Omdurman       |     | 6-1 | 1-0 | 4-1 |
| 2    | Dolphin FC           | 10  | 6 | 3 | 1 | 2 | 8  | 7  | +1   |  | Dolphin FC                 | 3-0 |     | 2-0 | 2-0 |
| 3    | Ismaily SC           | 8   | 6 | 2 | 2 | 2 | 4  | 5  | -1   |  | Ismaily SC                 | 1-1 | 1-0 |     | 1-0 |
| 4    | Kwara United         | 5   | 6 | 1 | 2 | 3 | 4  | 9  | -5   |  | Kwara United               | 2-1 | 0-0 | 1-1 |     |

## Finale
| Équipe 1   | Résultat | Équipe 2             | Aller | Retour |
| ---------- | -------- | -------------------- | ----- | ------ |
| CS sfaxien | 5 - 2    | Al Merreikh Omdurman | 4 - 2 | 1 - 0  |

## Vainqueur
| Coupe de la confédération Vainqueur 2007 |
| ---------------------------------------- |
| Club sportif sfaxien Premier titre       |